# Sigillo di Niue
Il sigillo di Niue è il sigillo ufficiale di Niue, isola del Pacifico, Stato in libera associazione con la Nuova Zelanda.

## Sigillo precedente

Sigillo di Niue dal 1974 al 2021

Il sigillo di Niue mostra nella sua parte centrale lo stemma della Nuova Zelanda, che è uno scudo diviso in quarti. Nel primo quarto appare rappresentata la costellazione della Croce del Sud, nel secondo un vitello d'oro, nel terzo un fascio di grano e nel quarto due martelli incrociati. Sopra i quattro quarti, al centro, appare una striscia bianca su cui sono dipinte tre navi di colore nero.
Lo scudo è sorretto da una donna vestita con una tunica bianca, che porta la bandiera della Nuova Zelanda, che rappresenta la popolazione che discende da migranti europei, principalmente britannici, e un guerriero maori armato di lancia, che rappresenta la popolazione autoctona. Ai piedi dello scudo si trova un nastro con scritto "New Zealand" ("Nuova Zelanda").
Questo stemma è rappresentato su un cerchio bianco, con scritto in maiuscolo nero, ad arco, Public Seal of Niue (sigillo pubblico di Niue).